# バヴィ県
バヴィ県（バヴィけん、ベトナム語：Huyện Ba Vì / 縣𠀧位）は、ベトナム社会主義共和国の首都ハノイ市に存在する行政区。

## 行政
バヴィ県は以下の行政単位に区分される。
- タイダン市鎮（Tây Đằng / 西藤）
- バチャイ社（Ba Trại / 𠀧寨）
- バヴィ社（Ba Vì / 𠀧位）
- カムリン社（Cẩm Lĩnh / 錦嶺）
- カムトゥオン社（Cam Thượng / 乾上）
- チャウソン社（Châu Sơn / 珠山）
- チュミン社（Chu Minh / 朱明）
- コードー社（Cổ Đô / 古都）
- ドンクアン社（Đông Quang / 東光）
- ドンタイ社（Đồng Thái / 同泰）
- カイントゥオン社（Khánh Thượng / 慶上）
- ミンチャウ社（Minh Châu / 明珠）
- ミンクアン社（Minh Quang / 明光）
- フォンヴァン社（Phong Vân / 豊文）
- フーカウ社（Phú Châu / 富洲）
- フークオン社（Phú Cường / 富強）
- フードン社（Phú Đông / 富東）
- フーフオン社（Phú Phương / 富芳）
- フーソン社（Phú Sơn / 富山）
- ソンダ社（Sơn Đà / 山陀）
- タンホン社（Tản Hồng / 傘鴻）
- タンリン社（Tản Lĩnh / 傘嶺）
- タイホア社（Thái Hòa / 太和）
- トゥアンミー社（Thuần Mỹ / 純美）
- トゥイアン社（Thụy An / 瑞安）
- ティエンフォン社（Tiên Phong / 先豊）
- トンバット社（Tòng Bạt / 叢拔）
- ヴァンホア社（Vân Hòa / 雲和）
- ヴァンタン社（Vạn Thắng / 万勝）
- ヴァットライ社（Vật Lại / 物賴）
- イエンバイ社（Yên Bài / 安排）